# Charles Morris, Baron Morris of Grasmere
Charles Richard Morris, Baron Morris of Grasmere (* 25. Januar 1898 in Hildenborough, Kent, England; † 30. Mai 1990) war ein britischer Philosoph, Hochschullehrer und Politiker, der zwischen 1948 und 1962 Vizekanzler der University of Leeds war sowie 1967 als Life Peer aufgrund des Life Peerages Act 1958 Mitglied des House of Lords wurde.

## Leben

### Hochschullehrer, Unterstaatssekretär und Schulrektor
Morris trat nach dem Besuch der Schule in Tonbridge zu Beginn des Ersten Weltkrieges 1914 in die British Army ein und nahm bis Kriegsende an Schlachten und Kampfeinsätzen in Frankreich und Belgien teil. Zuletzt diente er in der Royal Garrison Artillery und wurde zum Leutnant befördert. Nach Kriegsende begann er ein Studium am Trinity College der University of Cambridge, das er 1921 mit einem Bachelor of Arts (B.A.) abschloss.
Danach war er zwischen 1922 und 1943 als Fellow sowie Tutor für Philosophie am Balliol College der University of Oxford tätig und absolvierte daneben ein postgraduales Studium am Trinity College der University of Cambridge, welches er 1924 mit einem Master of Arts (M.A.) beendete. Morris, der in seinen Lehren von Sandie Lindsay, 1. Baron Lindsay of Birker inspiriert wurde, engagierte sich in der Flüchtlingshilfe und unterstützte Standpunkte gegen die Appeasement-Politik.
Neben seiner Lehrtätigkeit am Balliol College war Morris während des Zweiten Weltkrieges zwischen 1939 und 1942 Mitarbeiter im Versorgungsministerium (Ministry of Supply), ehe er von 1942 bis 1943 Unterstaatssekretär im Produktionsministerium (Ministry of Production) war. Im Anschluss wurde er 1943 Rektor der King Edward VII School in Birmingham und behielt diese Funktion bis 1948.

### Vizekanzler der Leeds University, Oberhausmitglied und Ehrungen
1948 wurde Morris Nachfolger des Chemikers Bernard Mouat Jones als Vizekanzler der University of Leeds und übte dieses Amt bis zu seiner Ablösung durch den Diplomaten Roger Bentham Stevens 1963. Für seine Verdienste wurde er 1953 zunächst zum Knight Bachelor geschlagen und führte fortan den Namenszusatz „Sir“. Morris, der darüber hinaus 1963 Knight Commander des Order of St. Michael and St. George wurde, war außerdem Ehrendoktor der Rechtswissenschaften (Hon. LL.D.) der Lancaster University, der University of Aberdeen, der Victoria University of Manchester, der University of Hull, der Universität Malta sowie der University of Leeds. Des Weiteren war er Ehrendoktor der Technologie (Hon. D.Tech.) der University of Bradford sowie Ehrendoktor der Literaturwissenschaften der Universität Sydney.
Durch ein Letters Patent vom 17. Januar 1967 wurde Morris aufgrund des Life Peerages Act 1958 als Life Peer mit dem Titel Baron Morris of Grasmere, of Grasmere in the County of Westmorland, in den Adelsstand erhoben. Seine Einführung (Introduction) als Oberhausmitglied erfolgte am 25. Januar 1967 durch Barbara Wootton, Baroness Wootton of Abinger und John Fulton, Baron Fulton. Er gehörte damit bis zu seinem Tod dem House of Lords als Mitglied an.

## Veröffentlichungen
- In Defence of Democracy, Mitautor J. S. Fuller, 1935